# Пливање на Летњим олимпијским играма 1904 — 880 јарди слободно за мушкарце
Пливачака дисциплина 880 јарди 804,67 м) слободно за мушкарце била је једна од десет пливачких дисциплина на програму Летњих олимпијских игара 1904. у Сент Луису. Пошто је ово било једино пливачко такмичење у историји олимпијског пливања у којем су се поједине деонице мериле у јардима, то је и ова дисциплина први и једини пут била на олимпијском програму.
Такмичење је одржано 7. септембра 1904. Учествовало је шест пливача из 4 земље.
Емил Рауш је овом победом додао још једну златну медаљу, после победе дан раније у трци на једну миљу слободним стилом. Од другопласираног Francis Gaileyа, који је освојио своју трећу сребрну медаљу, био је бољи за 12 секунди. Геза Киш из Мађарске је био трећи. Ово је била једна од ретких дисциплина на Олимпијским играма 1904. у којој су три медаље освојили представници из три земље.

## Земље учеснице
- Аустрија (1)
- Немачка (1)
- Мађарска (1)
- САД (3)

## Победници
|                    |                   |                    |
| Емил Рауш, Немачка | Frank Gailey, САД | Геза Киш, Мађарска |

## Финале
Због малог броја учесника није било предтакмичења, па је свих шест такмичара учествовало у финалу.
|    | Емил Рауш Немачка  | 13:11,4 |
|    | Francis Gailey САД | 13:23,4 |
|    | Геза Киш Мађарска  | неп.    |
| 4. | Едгар Адамс САД    | неп.    |
| 5. | Џем Хенди САД      | неп.    |
| —  | Ото Вале Аустрија  | НЗ      |

Постоје две варијанте пласмана Аустријанца Ота Валеа, према једној није завршио трку, а према другог био је пети са непознатим резултатом.